# 成田市立大栄みらい学園
成田市立大栄みらい学園（なりたしりつ たいえいみらいがくえん）は、千葉県成田市津富浦1093及び伊能125にある公立の義務教育学校。

## 概要
成田市で2校目に開校した義務教育学校である。

## 沿革

### 略歴
成田市立大栄みらい学園は、 成田市立大栄中学校、成田市立大須賀小学校、成田市立桜田小学校、成田市立前林小学校、成田市立津富浦小学校、そして成田市立川上小学校の統合により設立された。

### 年表
- 2021年4月1日 - 開校

## 教育方針

### 学校教育目標
「未来を切り拓き　社会で活躍できる　人間性豊かな人材の育成」

　~　自主自立　未来創造　郷土愛　~

## 通学区域
出典
- 成田市
  - 伊能、奈土、柴田、堀籠、村田、所、桜田、南敷、馬乗里、横山、浅間、東ノ台、大沼、久井崎、稲荷山、中野、津富浦、松子、臼作、吉岡、新田、一坪田、前林、水の上、川上、多良貝、大栄十余三、官林、一鍬田